# Windows NT 3.5
Windows NT 3.5 là một hệ điều hành được phát triển bởi Microsoft, được phát hành vào 21 tháng 9 năm 1994. Nó là bản phát hành thứ hai trong họ Windows NT.
Một trong những mục tiêu ưu tiên của việc phát triển Windows NT 3.5 là cải thiện hiệu năng của hệ điều hành. Vì vậy, dự án được đặt tên mã là "Daytona" để nhăc tới Đường đua quốc tế Daytona ở bãi biển Daytona, Florida.

## Tính năng
Windows NT 3.5 có hai phiên bản: NT Workstation và NT Server. Chúng lần lượt thay thế hai phiên bản NT và NT Advanced Server trên Windows NT 3.1. Phiên bản Workstation chỉ cho phép 10 máy khách đồng thời truy cập vào tập tin máy chủ và không hỗ trợ máy khách Mac.
Windows NT 3.5 tích hợp hỗ trợ Winsock và TCP/IP. (Người tiền nhiệm của nó, Windows NT 3.1, chỉ bao gồm hỗ trợ TCP/IP chưa hoàn thiện dựa trên API AT&T UNIX System V "STREAMS".) Các chồng xếp TCP/IP và IPX/SPX trong Windows NT 3.5 đã được viết lại. Hỗ trợ NetBIOS over TCP/IP (NetBT) như một lớp tương thích cho TCP/IP được giới thiệu cũng như các máy khách Microsoft DHCP và WINS và máy chủ DHCP và WINS.
Windows NT 3.5 có thể chia sẻ tập tin qua FTP và máy in qua LPR. Nó có thể hoạt động như một Gopher, trang web hay máy chủ WAIS và bao gồm Remote Access Service cho điều khiển modem dial-up truy cập vào các dịch vụ LAN dùng cả hai giao thức SLIP hay PPP. Windows NT 3.5 Resource Kit bao gồm sự hoạt động đầu tiên của Microsoft DNS.
Các tính năng khác của Windows NT 3.5 bao gồm khả năng dùng tên lên tới 255 ký tự cho các tập tin, Object Linking and Embedding (OLE) phiên bản 2.0 và hỗ trợ IOCP. Nó giới thiệu màn hình khởi động mới. Giao diện cũng được cập nhật để thích hợp với Windows for Workgroups 3. Nó thể hiện hiệu năng tốt hơn và cần ít bộ nhớ hơn Windows NT 3.1.

## Hạn chế
Windows NT 3.5 không có trình điều khiển cho card adapter PCMCIA; do đó nó không thích hợp để sử dụng trên máy tính xách tay.
Windows NT 3.5 không thể cài đặt trên vi xử lý mới hơn vi xử lý Pentium gốc. Windows NT 3.51 đã sửa lỗi này. Tuy nhiên, chỉnh sửa tập tin trong đĩa cài đặt có thể khiến nó cài đặt được.

## Sự đón nhận
Vào tháng 7 năm 1995, Windows NT 3.5 với Service Pack 3 được đánh giá bởi Cơ quan An ninh Quốc gia là tuân thủ Tiêu chuẩn đánh giá hệ thống máy tính (TCSEC) với tiêu chuẩn C2.